# Ільїч
Ільї́ч (каз. Ильич) — село у складі Тайиншинського району Північноказахстанської області Казахстану. Входить до складу Кіровського сільського округу, раніше було центром ліквідованої Ільїчівської сільської ради.
Населення — 366 осіб (2021; 511 у 2009, 780 у 1999, 1299 у 1989).
Національний склад станом на 1989 рік:
- поляки — 23 %
- росіяни — 22 %.